# Gmina Högsby
Gmina Högsby (szw. Högsby kommun) – gmina w Szwecji, w regionie Kalmar, siedzibą jej władz jest Högsby.
Pod względem zaludnienia Högsby jest 265. gminą w Szwecji. Zamieszkuje ją 6244 osób, z czego 49,2% to kobiety (3072) i 50,8% to mężczyźni (3172). W gminie zameldowanych jest 417 cudzoziemców. Na każdy kilometr kwadratowy przypada 8,28 mieszkańca. Pod względem wielkości gmina zajmuje 130. miejsce.